# Бланка Французская (герцогиня Орлеанская)
Бланка Французская (фр. Blanche de France; 1 апреля 1328, Шатонеф-сюр-Луар — 8 февраля 1393, Венсен) — французская принцесса из династии Капетингов, посмертная дочь короля Карла IV и Жанны д’Эврё, супруга Филиппа, первого герцога Орлеанского.

## Биография
Бланка родилась 1 апреля 1328 года, спустя два месяца после смерти своего отца, короля Франции Карла IV Красивого. Она стала третьей дочерью его жены Жанны д’Эврё. Согласно салическому закону, дочь не имела прав на наследование престола отца. Вследствие этого, королём стал кузен её отца — Филипп Валуа.
В возрасте шестнадцати лет, 8 января 1345 года, вышла замуж за своего кузена Филиппа, сына Филиппа Валуа и Жанны Бургундской, которому исполнилось восемь.
За некоторое время до этого король Филипп VI выделил сыну во владение герцогство Орлеанское, и юный Филипп стал первым герцогом Орлеанским. Супруги прожили в браке 31 год, до смерти Филиппа в 1375 году. Законных детей у них не было, но Филипп имел внебрачного сына Луи.
Бланка скончалась в 1393 году в Венсене. Похоронена в аббатстве Сен-Дени.